# Gare de Reuilly
Gare de Reuilly (česky Nádraží Reuilly) je zrušená železniční stanice v Paříži. Nachází se ve 12. obvodu na adrese 181, avenue Daumesnil. Nádraží bylo v provozu v letech 1859–1985. Od roku 2003 je budova využívána jako spolkový dům zdejšího obvodu.

## Historie
Nádraží bylo umístěno na trati spojující nádraží Bastily a město Vincennes, která byla otevřena 22. září 1859. Trať byla postupně protažena až do města Verneuil l'Étang (1892). Nádraží bylo pojmenováno po zdejší čtvrti Reuilly. V roce 1969 přestalo být spolu s tratí využíváno pro osobní dopravu a v roce 1985 zde byla zrušena i nákladní doprava.
V roce 1985 SNCF prodala asi 10 hektarů bývalé železniční tratě včetně nádraží městu Paříži, které tento prostor rekonstruovalo. Nádražní budova byla nejprve využívána jako kanceláře agentury, která prováděla obnovu prostoru. Po skončení projektu byla budova rekonstruována a přeměněna na společenský a spolkový dům 12. obvodu, který slavnostně otevřel pařížský starosta Bertrand Delanoë 13. prosince 2003.